# 香港平原
香港山丘起伏，「山多平地少」，尤其是香港島，四處皆是丘陵，因此平原不多，僅有的三個平原均位於新界北部，即元朗區、北區和大埔區一帶。
其中以元朗平原最大，橫跨整個元朗區，甚至部份的屯門區。其次是粉嶺低地，佔地約有四分之一個北區包括了粉嶺／上水新市鎮。最後是大埔平原，包括了大埔新市鎮。

## 參看
- 元朗平原
- 粉嶺低地
- 大埔平原